# مقاطعة سوميت (يوتا)
مقاطعة سوميت (بالإنجليزية: Summit County)‏ هي إحدى مقاطعات ولاية يوتا في الولايات المتحدة الأمريكية.